# Cime di Ombretta
Le cime di Ombretta (zime de Ombreta in ladino) sono un massiccio montuoso delle Dolomiti di Fassa (gruppo della Marmolada), articolato nelle cime Occidentale (2998 m s.l.m.), di Mezzo (2983 m) e Orientale (3011 m). La prima è interamente compresa nella provincia autonoma di Trento (comune di San Giovanni di Fassa), mentre lungo le altre corre il confine con la provincia di Belluno (comune di Rocca Pietore). Proprio per questi motivi le vette vennero interessate dagli eventi della prima guerra mondiale. 
Si collocano subito a sud del massiccio della Marmolada, dalla quale sono divise verso ovest dalla val Rosalia e verso est dalla val di Ombretta, che convergono nel passo di Ombretta (2702 m) ai piedi della cima di Mezzo.
La cime di Mezzo e Orientale possono essere raggiunte mediante la via ferrata Ombretta (segnavia 612) o salendo dal bivacco Dal Bianco, dedicato alla memoria di un forte alpinista vicentino.